# Аднан Мендерес
Аднан Мендерес (тур. Adnan Menderes; 1899 – 17. септембар 1961) је био премијер Турске од 1950. до 1960. Био је један од оснивача Демократске партије (ДП) 1946. Обесила га је војна хунта након пуча 1960, заједно са још два члана кабинета, Фатином Руштуом Зорлуом и Хасаном Полатканом. Последњи је турски политички вођа који је убијен након војног пуча, и један од три политичара турске републике (уз Ататурка и Тургута Озала), коме је у част изграђен маузолеј.

## Детињство, младост и каријера
Аднан Мендерес је рођен 1899. у месту Кочарли, у вилајету Ајдин као син богатог земљопоседника кримског татарског порекла. Након основне школе, Мендерес је похађао Амерички колеџ у Измиру. Учествовао је у борбама против грчке војске током Рата за независност Турске, и одликован је медаљом части. Дипломирао је на Правном факултету на Универзитету у Анкари. 1930, Мендерес је организовао огранак краткотрајне Либералне републиканске партије (тур. Serbest Cumhuriyet Fırkası) у Ајдину. Након што је партија престала да постоји, Ататурк га је позвао да се придружи владајућој Републиканској народној партији, и партијске вође су га изабрале за партијског представника у Ајдину 1931. 1945. је избачен из партије заједно са двојицом колега због унутарстраначког противљења политици национализације тадашњег самопроглашеног „националног шефа“ Мустафе Исмета Инонуа.

## Долазак на власт
Дана 7. јануара 1946, Мендерес и бивши премијер Џелал Бајар су основали Демократску партију (ДП), четврту легалну опозициону партију у Турској, након Напредне републиканске партије коју је основао пензионисани генерал Казим Карабекир 1924, Либералне републиканске партије коју је 1930. основао Али Фетхи Окјар и Националне партије развоја (тур. Milli Kalkınma Partisi) коју је 1945 основао Нури Демираг. Прве две наведене странке је у првих пар месеци након оснивања забранила Републиканска народна партија (ЦХП), која је била владајућа странка до избора у турској 1950. Мендерес је изабран за представника Китахије на изборима 1946. Када је ДП освојила 52% гласова на првим слободним изборима у историји Турске 14. маја 1950. (на којима је гласано у тајности а гласови су бројани јавно), Мендерес је постао премијер, а 1955. је преузео и дужности министра спољних послова. Касније је још двапут победио на слободним изборима, 1954. и 1957.
У 10 година током којих је био премијер, турска економија је расла по стопи од 9% годишње, што је успех који у Турској још увек није поновљен. Током његове владавине, Турска је примљена у НАТО. Уз помоћ економске подршке из Сједињених Држава у складу са Маршаловим планом, пољопривреда је механизована, а саобраћај, енергетика, образовање, здравство и сектори осигурања и банкарства су унапређени.
1955, Мендересову владу су политички противници оптужили да је оркестрирала Истанбулски погром, чија мета је била бројчана истанбулска грчка мањина. Хињаде радњи, кућа, цркава, чак и грчких гробова у Истанбулу је уништено у току неколико сати, а више људи је повређено. Погром против грчке мањине је био изазван ширењем лажних вести о нападу на кућу Мустафе Кемала Ататурка у Солуну. Испоставило се да је наводни напад провокација коју је организовала турска влада, која је у Истанбул довела бесне и наивне сељаке из Анадолије у циљу да „казни“ Грке.

## Авионска несрећа
Дана 17. фебруара 1959, Викерс вискаунт тип 793 Туркиш ерлајнса регистрација TC-SEV, у коме су се налазили Аднан Мендерес, и група владиних званичника на специјалном лету од Истанбула до Гетвика се срушио неколико миља пре писте, близу Распера, Сасекс током густе магле, и запалио се. Девет од 16 путника и 5 од 8 чланова посаде је погинуло. Мендерес, који је седео у задњем делу авиона је преживео несрећу готово неповређен, и хоспитализован је у Лондонској клиници 90 минута након што му је прву помоћ указала жена која је живела у близини места пада авиона.
Мендерес је путовао у Лондон да потпише споразум о питању Кипра са британским премијером Харолдом Макмиланом и грчким премијером Костасом Караманлисом. Овај споразум је давао свим трима странама право да интервенишу уколико би било која страна нарушила мир.
Мендерес је потписао Лондонски споразум 19. фебруара 1959. у болници. Вратио се у Турску 26. фебруара 1959. Дочекала га је велика маса народа, а добродошлицу му је пожелео чак и његов велики непријатељ Исмет Инени.

## Политика и лична уверења
Мендерес је био толерантнији према традиционалном начину живота и различитим облицима поштовања Ислама него што су били Ататурк и његова партија – у кампањи за изборе 1950. се залагао за легализовање позива на молитву (езан) на арапском, који је био забрањен како би се умањили арапски утицаји у Турској. Поново је отворио хиљаде џамија широм земље које су биле затворене, и из ових разлога су та политички противници оптуживали да користи религију у циљу добијања политичких поена. Један од првих потеза које је спровео кад је дошао на власт је уклањање слика Исмета Иненија са новчаница и поштанских марака, уместо којих је вратио слике Ататурка, које су уклоњене када је Инени постао председник 1938. Захваљујући наслеђу Ататурка и подршци коју је он уживао у народу, ово је био успешан потез, иако је закон за време бившег председника наводио да се на банкнотама налази слика председника државе (у овом случају Џелал Бајар). У једном од својих говора је рекао како чланови парламента могу да врате халифат ако тако желе.
Иако је задржао прозападну политику, био је активнији од својих претходника у изградњи односа са муслиманским државама. Мендерес је водио либералнију економску политику од својих претходника, и допуштао је веће слободе приватним предузетницима. Начелно, његова економска политика га је учинила популарним међу сиромашнијим слојевима становништва
Био је врло нетолерантан према критици, па је увео цензуру штампе и хапсио новинаре, а уз то је покушавао да сузбије опозиционе политичке странке и да под своју контролу стави институције попут универзитета. Мендерес је имао велику подршку у народу као и подршку начелника генералштаба Џемала Гурсела који је, у личном патриотском меморандуму, истакао да би Мендерес требало да постане председник републике како би осигурао национално јединство. Међутим, популарност му је била све мања међу интелектуалцима, студентима и групом радикалних младих војних официра, који су се бојали да су Ататуркови идеали угрожени.
Најзначајнији догађај који је довео до његовог пада са власти је вероватно било успостављање Комисије за истрагу (тур. Tahkikat Komisyonu). Комисију су чинили само посланици Демократске партије, и тим посланицима су дата овлашћења јавних и војних тужилаца, као и овлашћења да доносе пресуде. Ово је било против принципа раздвајања власти и дало је посланицима моћ да туже и пресуђују. Штавише, на пресуде Комисије није била могућа жалба пред апелационим судовима.

## Пуч, суђење, смртна казна
Дана 27. маја 1960, у војном пучу који је организовало 37 „младих официра“ је свргнута влада, а Мендерес и сви водећи људи његове странке су ухапшени. Оптужени су за кршење Устава, наређивање Истанбулског погрома, у коме је убијено 57 Грка, и проневеру новца из државних фондова. Аднану је суђено, заједно са осталим вођама ДП пред војним судом на острву Јасиада. Мендерес је осуђен на смрт. Одложио је извршење смртне казне неуспелим покушајем самоубиства када је попио велику количину таблета за спавање. Упркос молбама за помиловање од стране председника Џемала Гурсела и вође опозиције Исмета Инонуа, и сличних позива од више светских вођа укључујући председника Сједињених Држава Џона Ф. Кенедија и енглеске краљице Елизабете II, војна хунта је обесила Мендереса на острву Имрали 17. септембра 1961. Два месеца касније, Мендересов противник Исмет Инону је формирао нову владу под патронатом војске, у коалицији и уз помоћ новоформиране Партије правде (тур. Adalet Partisi), након што су ове две партије заједно освојиле већину гласова на изборима 1961. Партија правде, за коју неки сматрају да наставља наслеђе Мендереса је однела победе на каснијим изборима посебно под вођством Сулејмана Демирела.